# Caripeta interalbicans
Caripeta interalbicans är en fjärilsart som beskrevs av W. Warren 1904. Caripeta interalbicans ingår i släktet Caripeta och familjen mätare. Inga underarter finns listade i Catalogue of Life.